# Clematis jinzhaiensis
Clematis jinzhaiensis là một loài thực vật có hoa trong họ Mao lương. Loài này được Z.W.Xue & X.W.Wang mô tả khoa học đầu tiên năm 1986.